# Frederick Muhlenberg
Pour les articles homonymes, voir Muhlenberg.
Frederick Augustus Conrad Muhlenberg, né à Trappe (Pennsylvanie) le 1er janvier 1750 et mort à Lancaster (Pennsylvanie) le 4 juin 1801, est un homme politique américain, pasteur de profession.
Premier et troisième président de la Chambre des représentants des États-Unis, il est représentant de Pennsylvanie entre 1789 et 1797.